# Spiramide
Spiramide (tên mã phát triển AMI-193) là một thuốc chống loạn thần thực nghiệm hoạt động như một chất đối kháng thụ thể 5-HT<sub id="mwCg">2A</sub>, 5-HT<sub id="mwDA">1A</sub> và D chọn lọc. Nó có ái lực không đáng kể đối với thụ thể 5-HT<sub id="mwEw">2C</sub>.